# Stefano Innocenti
Stefano Innocenti (Firenze, 23 marzo 1942) è un organista e clavicembalista italiano.

## Biografia
Stefano Innocenti, figlio dello scultore Bruno Innocenti, si è diplomato in pianoforte (sotto la guida di Pietro Scarpini), in organo e in clavicembalo e ha seguito per tre anni all’Accademia di Haarlem (Olanda) i corsi tenuti da Anton Heiller, Luigi Ferdinando Tagliavini, Marie-Claire Alain e Kenneth Gilbert.
Dal 1985 è titolare dell'organo costruito tra il 1792 e il 1796, da Andrea Luigi Serassi e dal figlio Giuseppe nella cappella ducale di San Liborio della Reggia di Colorno (Parma), dove, per un trentennio, ha curato la rassegna L’Organo Ritrovato, in cui i migliori interpreti erano impegnati, oltre che all'organo, al clavicembalo, spesso in collaborazione con altri strumentisti, con cantanti e con attori, nella realizzazione di  programmi tematici.
Ha dato concerti in tutta Europa, negli Stati Uniti, in Canada, in Brasile e in Giappone e ha suonato per l’inaugurazione, dopo il restauro, di molti organi storici, fra cui quelli bolognesi di San Petronio e il Gabler della Basilica di Weingarten, Baden-Württemberg.
Il suo repertorio include musiche che vanno dal ‘500 ai giorni nostri. Di Johann Sebastian Bach ha eseguito, al clavicembalo, le Suites francesi, le Toccate, le Partite, le Variazioni Goldberg e il Clavicembalo ben temperato.
Dal 1970 ha insegnato organo e composizione organistica nei Conservatori di Bologna e di Parma; ha tenuto corsi di interpretazione presso le Accademie di Pistoia, di Romainmotier (Svizzera) e di Toulouse, ed è stato membro di giuria in concorsi internazionali di esecuzione, di composizione e di improvvisazione.
Vive tra Parma ed Arcola (La Spezia).

## Discografia
- Collana Antichi organi italiani “Il Seicento”  (1972)  Ricordi, Erato
- Antichi organi della provincia di Varese: Besozzo (1985) Amministrazione Provinciale di Varese
- Mestres do Barroco Italiano  Organo Arp Schnitger de Mariana Brazil (1985) Polygram
- Internationaler Orgelsommer Oberschwaben: Wald  (1988) Sudwestfunk Landesstudio Tubingen
- Andrea Gabrieli: “Per cantar e sonar”  (1993) Victorie Music
- Organo Serassi di Colorno (Sonate italiane) (1996) La Bottega Discantica
- Organo Serassi di Colorno “Da Frescobaldi a Bach” (1996) La Bottega Discantica
- Haendel “Musica per organo” (1997) La Bottega Discantica
- Platti “Sei Sonate op.1 per clavicembalo”  (1998) La Bottega Discantica
- Platti “14 Sonate per clavicembalo”  (2001) 2 CD, La Bottega Discantica
- “La Fantasia” (2000)  La Bottega Discantica
- “L’Organo di Antonio e Giacomo Prestinari”  (2001) La Bottega Discantica
- Concerti per organo e orchestra di Paër e di Salieri (2003) La Bottega Discantica
- Haydn Concerti per organo,  clavicembalo e orchestra (2005) La Bottega Discantica
- Riccardo Castagnetti, Composizioni per organo e cembalo (2009) Tactus
- Rameau, Mozart e Bach, (2010)  2CD MV Cremona
- Neapolitan Keyboard Music  (cembalo e organo) (2013) Brilliant
- J.S. Bach “Toccaten”  ( cembalo)  (2015) Stradivarius